# Pedicularis julica
Pedicularis julica är en snyltrotsväxtart som beskrevs av Ernest Mayer. Pedicularis julica ingår i släktet spiror, och familjen snyltrotsväxter. Inga underarter finns listade i Catalogue of Life.